# Del Mar Financial Partners Inc. Open 2013
Il Del Mar Financial Partners Inc. Open 2013 è stato un torneo femminile di tennis giocato sul cemento. È stata la 3ª edizione del torneo Del Mar Financial Partners Inc. Open, che fa parte della categoria ITF 25 K nell'ambito dell'ITF Women's Circuit 2013. Il torneo si è giocato al Morgan Run Club and Resort di Rancho Santa Fe, dall'11 al 17 febbraio 2013.

## Partecipanti

### Teste di serie
| Nazionalità | Giocatrice        | Ranking* | Teste di serie |
| ----------- | ----------------- | -------- | -------------- |
| Francia     | Irena Pavlović    | 182      | 1              |
| Stati Uniti | Nicole Gibbs      | 202      | 2              |
| Francia     | Julie Coin        | 205      | 3              |
| Stati Uniti | Jill Craybas      | 206      | 4              |
| Russia      | Alla Kudryavtseva | 207      | 5              |
| Stati Uniti | Madison Brengle   | 214      | 6              |
| Russia      | Irina Chromačëva  | 215      | 7              |
| Croazia     | Ana Vrljić        | 228      | 8              |

* Le teste di serie sono basate sul ranking al 4 febbraio 2013

### Altre partecipanti
Le seguenti giocatrici hanno ricevuto una wild card per il tabellone principale:
- Christina Makarova
- Jennifer Elie
- Louisa Chirico
- Elizabeth Lumpkin

Le seguenti giocatrici sono passate dalle qualificazioni:

- Asia Muhammad
- Kateřina Vanková
- Sanaz Marand
- Tetjana Arefyeva
- Kateřina Kramperová
- Jennifer Brady
- Viktorija Tomova
- Mayo Hibi

## Campionesse

### Singolare
Madison Brengle ha battuto in finale  Nicole Gibbs con il punteggio di 6–1, 6–4.

### Doppio
Asia Muhammad /  Allie Will hanno battuto in finale  Anamika Bhargava /  Macall Harkins con il punteggio di 6–1, 6–4.